# Stade Nueva Balastera
Le Stade Nueva Balastera (en espagnol : Estadio Nueva Balastera) est un stade de football espagnol situé dans la ville de Palencia, en Castille-et-León.
Le stade, doté de 8 100 places et inauguré en 2006, sert d'enceinte à domicile à l'équipe de football du Club Deportivo Palencia Cristo Atlético, ainsi qu'à l'équipe de rugby à XV du Palencia Rugby Club.

## Histoire
Construit pour remplacer le vieux stade de La Balestera construit en 1943, le stade ouvre ses portes en 2006. Construit par un groupe d'entreprises locales (syndicat des sociétés Hormigones Sierra, Inmobiliaria Río Vena et Promociones Pal) pour un coût de construction total de 18 millions €, son principal promoteur, le président Alberto de la Corte López (ayant proposé le stade à la ville de Palencia en 2001 puis encouragé les institutions publiques et privées à entreprendre le projet), décède après une longue maladie avant la fin du projet. L'architecte du stade est Patxi Mangado, qui recherchait un style minimaliste et accorda une importance particulière à l'éclairage du stade. Sa construction a conduit à la création d'un nouveau quartier, connu sous le nom de "Secteur 8" (ou "Barrio de la Nueva Balastera"). Des pâtés de maisons d'habitations ont été construits autour du stade, complétés par des espaces verts.
La conception du stade remporte le grand prix du Enor Architecture Awards en 2007.
Il est inauguré le 10 octobre 2006 lors d'une défaite 2-1 des locaux de l'équipe d'Espagne espoirs contre l'Italie espoirs (le premier but officiel au stade étant inscrit par l'italien Giorgio Chiellini).
Le 23 avril 2011, l'équipe basque de rugby à XV de l'Ordizia Rugby Elkartea bat l'El Salvador Rugby 30-27 en finale de la Coupe d'Espagne de rugby à XV.

## Événements
- 2011 : Finale de la Coupe d'Espagne de rugby à XV

### Matchs internationaux de football
| Date             | Compétition                | Équipes                             | Score | Affluence |
| ---------------- | -------------------------- | ----------------------------------- | ----- | --------- |
| 10 octobre 2006  | Qualifs. euro espoirs 2007 | Espagne espoirs — Italie espoirs    | 1-2   | —         |
| 9 septembre 2008 | Qualifs. euro espoirs 2009 | Espagne espoirs — Russie espoirs    | 2-0   | —         |
| 5 mars 2014      | ?                          | Espagne espoirs — Allemagne espoirs | 2-0   | —         |

## Galerie

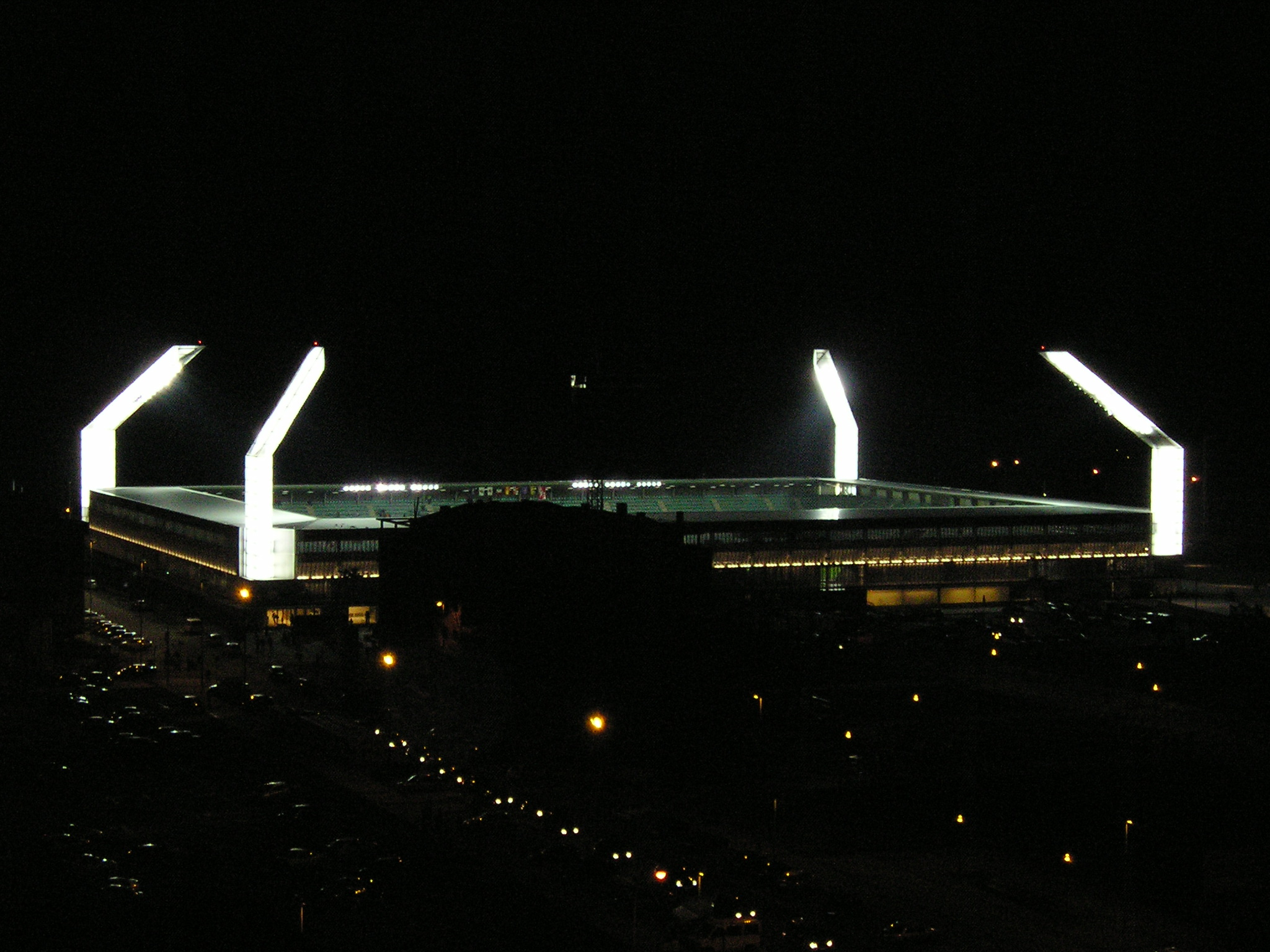
Vue aérienne nocturne du stade